# Szczekuszka płowa
Szczekuszka płowa (Ochotona ladacensis) – roślinożerny gatunek ssaka z rodziny szczekuszkowatych (Ochotonidae).

## Rozmieszczenie geograficzne
Szczekuszki płowe występują w północno-zachodnich regionach Pakistanu i Kaszmiru, w południowo-zachodniej części chińskiego regionu autonomicznego Sinciang i prowincji Qinghai oraz od południowo-zachodniego do wschodniego Tybetu. Wysokość, na jakiej występuje ten gatunek różni się znacząco, w zależności od źródeł: 2500-4500 lub 4200–5400 m n.p.m. Znany jest tylko z 7 lokalizacji, jednak ze względu na szerokie rozmieszczenie tych lokalizacji, nie jest uważany za zagrożony.

## Taksonomia
Gatunek po raz pierwszy naukowo opisał w 1875 roku niemiecko-brytyjski zoolog Albert Günther nadając mu nazwę Lagomys ladacensis. Holotyp pochodził z Czagry, na wysokości 4267 m n.p.m., z dystryktu Leh, w Ladakh, w stanie Dżammu i Kaszmir, w Indiach. 
W oparciu o mtDNA O. ladacensis należy do podrodzaju Conothoa. Autorzy Illustrated Checklist of the Mammals of the World uznają ten takson za gatunek monotypowy.

### Etymologia
- Ochotona: mongolska nazwa ochodona dla szczekuszki[9].
- ladacensis: region Ladak lub Ladakh, Dżammu i Kaszmir, Indie[10].

## Morfologia
Szczekuszki płowe są ssakami o średniej wielkości. Długość ciała 150–240 mm, długość ucha 22–33 mm, długość tylnej stopy 34–40 mm; masa ciała 100–320 g.
W okresie letnim futro części grzbietowej wybarwione jest na kolor jasnobeżowoszary, zaś w części brzusznej żółtawobiały.

## Ekologia
Szczekuszki płowe są roślinożercami, o dwuetapowej metodzie trawienia pokarmu. Siedlisko stanowią jałowe, górskie doliny, zlokalizowane na dużych wysokościach. 
Szczekuszki płowe wiodą dzienny tryb życia. Są naziemne, ale kopią nory.